# 세터 (개)

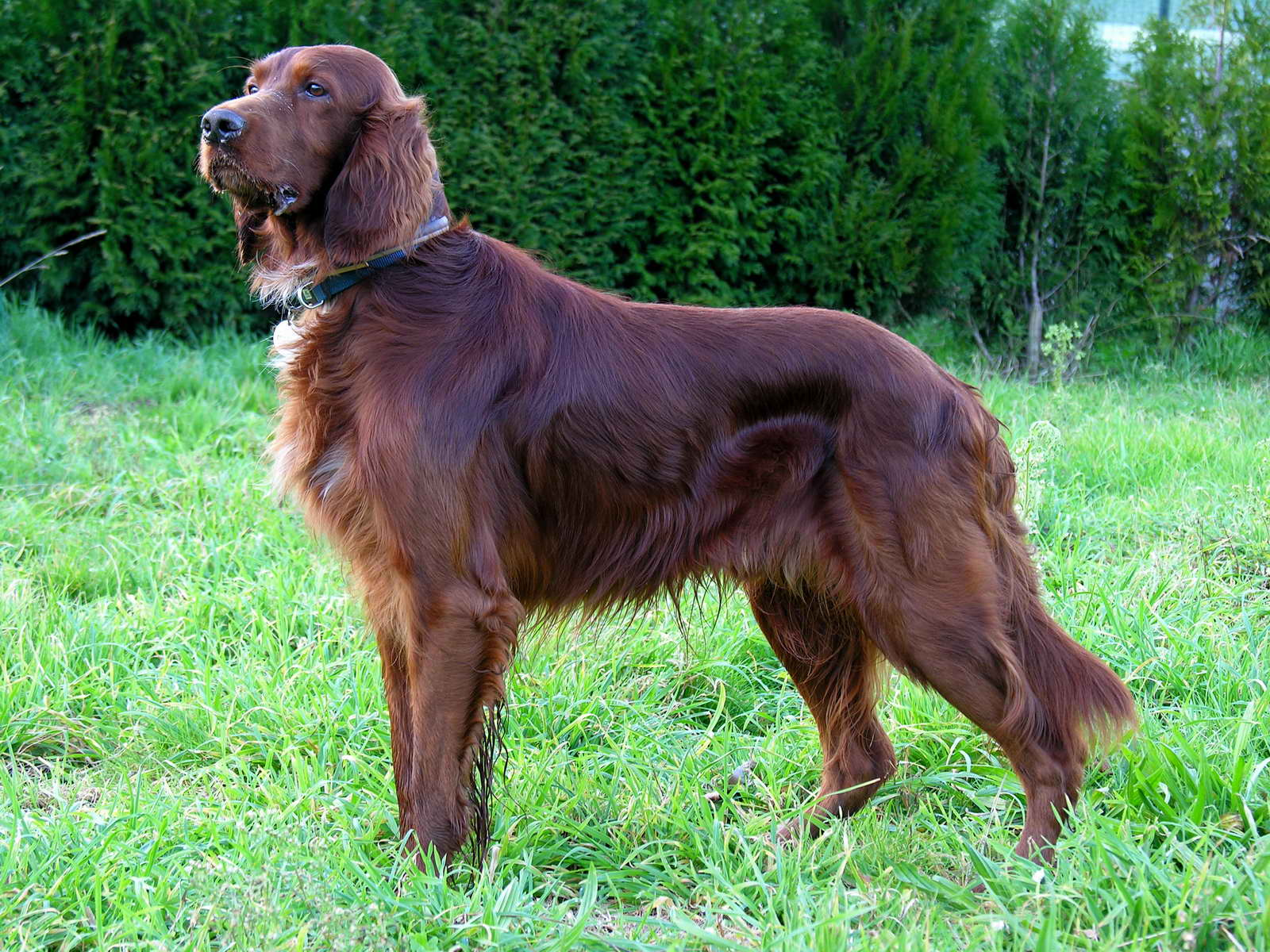
세터

세터(Setter)는 영국 원산의 사냥개로 어깨높이 60cm, 체중은 22kg 정도다. 얼굴이 길쭉하고 온몸에 긴 털이 나 있다. 털빛은 검은색·흰색·황갈색 또는 반점이 있는 것이 있다. 세팅 스패니얼을 개량한 것으로 영리하고 온순하여 사람을 잘 따른다. 크기와 모습이 포인터와 같지만 털이 긴 점은 스패니얼을 닮았다. 체질이 강하고 추위와 더위에 잘 견딜 뿐만 아니라 헤엄도 잘 친다. 후각이 예민하여 사냥감을 잘 찾아내어 코 끝으로 가리킨다. 사냥꾼이 새를 날아오르게 할 때까지 계속 가리키고 있다가, 이윽고 새를 쏘고 나면 달려가 떨어진 사냥감을 가져온다.